# Bertalan Kálmán
Bertalan Kálmán (Nyíregyháza, 1897. június 21. – Nyíregyháza, 1983. augusztus 19.) magyar földbirtokos, huszárfőhadnagy, országgyűlési képviselő.

## Élete
1897Evangélikus vallású családban született. Apja a város rendőrkapitánya volt, egyik dédapja pedig Bartholomaeides János nyíregyházi evangélikus esperes, akiről fennmaradt, hogy igen sokat tett a vallási béke megteremtéséért és fenntartásáért.
Középiskoláit a szülővárosában végezte el, majd katonai pályára lépett: Mödlingben elvégezte a lovassági kadétiskolát, ami után a császári és királyi 15. számú huszárezredben teljesített szolgálatot. Az első világháború idején huszonhat hónapot töltött az orosz, román és olasz frontokon, több ütközetben vett részt, egyebek között a Bruszilov-offenzíva idején, később az olaszországi „Hétközség” fennsíkja körüli harcokban. Katonai érdemeiért több kitüntetésben is részesült.
Kevéssel a háború vége előtt olasz fogságba került, ahonnan csak másfél év után szabadult. 1922-ben leszerelt, és visszavonult gazdálkodni Nyíregyháza körüli birtokaira. Szakismereteinek gyarapítása céljából többször járt külföldi tanulmányutakon, Olaszországban, Ausztriában és Dalmáciában. Az 1930-as évek második felében tagja lett Nyíregyháza város képviselő-testületének és Szabolcs vármegye törvényhatósági bizottságának is, 1939-ben pedig országgyűlési képviselővé is megválasztották a nyíregyházi választókerületben, a Magyar Élet Pártja (MÉP) színeiben.
Társadalmi szerveződésekben kifejtett aktivitása is jelentős volt. Szülővárosa és vármegyéje szinte minden jelentősebb társadalmi és kulturális megmozdulásában részt vett, több közhasznú intézmény létesítésénél kezdeményezőként lépett fel. Világi elnöke volt a nyíregyházi evangélikus egyházközségnek, társelnöke a MÉP helyi szervezetének, választmányi tagja a Gazdaszövetségnek, a Gyümölcstermelők Országos Egyesületének és a Szarvasmarhatenyésztők Szabolcsvármegyei Egyesületének.

## Művei
- Egyház és állam. 1941.
- A magyar hadigondozás új útjai. 1943.